# 161. vestlige længdekreds
Den 161. vestlige længdekreds (eller 161 grader vestlig længde) er en længdekreds, der ligger 161 grader vest for nulmeridianen. Den løber gennem Ishavet, Nordamerika, Stillehavet, det Sydlige Ishav og Antarktis.